# تشامغردان
تشامغردان (بالفارسية: چمگردان) هي مدينة تقع في إيران في البلدة المركزية. يقدر عدد سكانها بـ 16,086 نسمة .